# Cantonul Chauffailles
Cantonul Chauffailles este un canton din arondismentul Charolles, departamentul Saône-et-Loire, regiunea Burgundia, Franța.

## Comune
- Anglure-sous-Dun
- Chassigny-sous-Dun
- Châteauneuf
- Chauffailles (reședință)
- Coublanc
- Mussy-sous-Dun
- Saint-Edmond
- Saint-Igny-de-Roche
- Saint-Martin-de-Lixy
- Saint-Maurice-lès-Châteauneuf
- Tancon